# This Stuff's 2 Loud 4 U
This Stuff's 2 Loud 4 U es un split de las bandas alemanas Dancin' Dead, Haggard, Torchure, Slack Suckers, Panacea y la banda holandesa Sacrosanct. Las primeras tres bandas se incluían dentro del death metal, mientras que las tres últimas eran más cercanas al trash metal.
Por decisión de 1MF, el nombre de cada canción dentro del disco tenía antepuesto el nombre de la banda que la interpreta.
En aquel momento, las seis bandas que grabaron la producción solo eran conocidas en la atmósfera underground. Tras la producción del disco (que sería el último trabajo de Slack Suckers, Torchure y Dancin' Dead), Haggard, Panacea y Sacrosanct grabarían Progressive, Pray y Tragic Intense, respectivamente. Sacrosanct anunció su disolución en 1994, mientras que Panacea desapareció tras Pray. Haggard —ahora una banda de metal sinfónico— fue la única banda que pudo prosperar tras este split, actualmente contando con una fama relativamente baja.

## Lista de canciones
- «Torchure - Between the Urges» - 07:14
- «Torchure - Sinister Seduction» - 04:50
- «Sacrosanct - Shining Through» - 05:51
- «Slack Suckers - Slack Sucker» - 03:25
- «Slack Suckers - Hangin' Around» - 04:14
- «Slack Suckers - Destination Overkill» - 03:22
- «Dancin' Dead - Holiday» - 4:12
- «Dancin' Dead - Winds Have Changed» - 5:46
- «Panacea - Megalomania» - 5:20
- «Panacea - Desert Storm» - 4:22
- «Haggard - Unborn» - 6:07

- Datos: Q16640028